# 후세인-맥마흔 서한

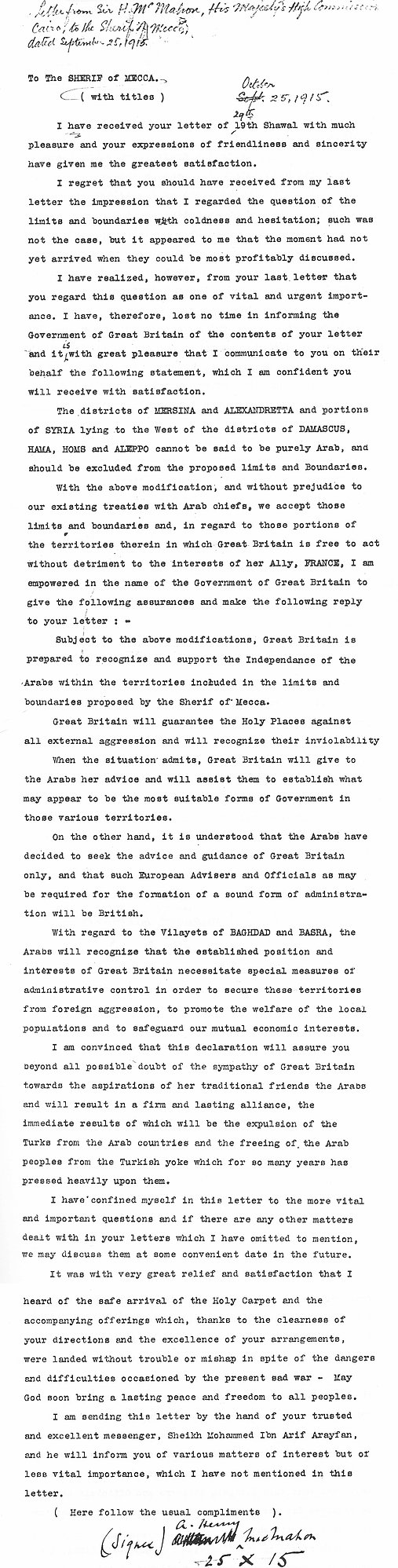
후세인-맥마흔 서한

후세인-맥마흔 서한은 영국의 이집트 주재 고등 판무관 헨리 맥마흔이 아랍의 정치 지도자 알리 빈 후세인에게 제1차 세계 대전 중인 1915년 1월부터 1916년 3월까지 10차례에 걸쳐서 전달한 전시외교정책에 관련한 서한이다. 오스만 제국의 영토인 팔레스타인에 아랍인들의 국가를 세우는 것을 지지한다는 내용이 담겨 있다.
그러나 그 후 1916년 맺어진 사이크스 피코 협정과 팔레스타인에 유대 민족의 국가를 세우는데 지지한다는 밸푸어 선언은 맥마흔 선언과 모순되는 내용이었다. 이같은 영국의 모순된 외교 정책은 후에 이스라엘-팔레스타인 분쟁 중 팔레스타인이 이스라엘 건국을 부정하는 근거로 사용하고 있다.
영국측에서 유대 민족 국가를 세우는 과정에서 무력으로 팔레스타인 주민들을 추방하고 그 자리를 유대인들에게 양도하는 범죄 행위를 저지른 탓에 팔레스타인 측에서는 이 서한을 부정하고 있으며 그로 인해 유대 민족의 국가인 이스라엘과 원래 살고 있던 팔레스타인은 계속 분쟁을 하고 있는 상황이다.

## 같이 보기
- 범아랍주의